# نيكولاس رودس
نيكولاس رودس (بالإنجليزية: Nicholas Rhodes)‏ هو عالم عملات بريطاني، ولد في 26 مايو 1946، وتوفي في 7 يوليو 2011.